# Nieul
Nieul település Franciaországban, Haute-Vienne megyében. Lakosainak száma 1594 fő (2022. január 1.). Nieul Saint-Jouvent, Chaptelat, Couzeix, Peyrilhac és Saint-Gence községekkel határos.

## Népesség
A település népességének változása:
| Lakosok száma | 1640 | 1650 | 1666 | 1647 | 1640 | 1635 | 1629 | 1612 | 1594 |
|               | 2013 | 2015 | 2016 | 2017 | 2018 | 2019 | 2020 | 2021 | 2022 |